# Función logística

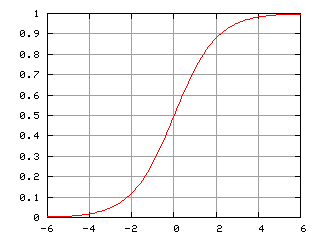
Curva logística, normalizada:

La función logística, curva logística o curva en forma de S es una función matemática que aparece en diversos modelos de crecimiento de poblaciones, propagación de enfermedades epidémicas y difusión en redes sociales. Dicha función constituye un refinamiento del modelo exponencial para el crecimiento de una magnitud. Modela la función sigmoidea de crecimiento de un conjunto P.
El estudio inicial de crecimiento es aproximadamente exponencial; al cabo de un tiempo, aparece la competencia entre algunos miembros de P por algún recurso crítico K ("cuello de botella") y la tasa de crecimiento disminuye; finalmente, en la madurez, el crecimiento se detiene. 
La función logística simple se define mediante la expresión matemática:

(1){\displaystyle P(t)={\frac {1}{1+e^{-t}}}}

donde la variable P puede ser considerada o denotada como población, donde e es la constante de Euler y la variable t puede ser considerada el tiempo. Para valores de t en el rango de los números reales desde −∞ a +∞, la curva S se puede obtener. En la práctica, dada la naturaleza de la función exponencial, e−t, es suficiente con computar t para un pequeño rango de números reales como pueden ser [−6, +6]. 
En su forma más general, la función logística se define por la fórmula matemática: 

(2){\displaystyle P(t;a,m,n,\tau )=a{\frac {1+me^{-t/\tau }}{1+ne^{-t/\tau }}}\!}

para parámetros reales a, m, n, y {\displaystyle \tau }. Estas funciones tienen un campo de aplicación muy amplio, desde la biología a la economía. 

## Propiedades
La función logística que modeliza el crecimiento logístico de una magnitud M(t) tiene las siguientes propiedades:
- Crecimiento acotado, para todo t se cumple que: {\displaystyle 0<M(t)<K\,}
- Aproximación exponencial, para valores pequeños de M/K (o también para valores de {\displaystyle t\to -\infty } la función logística puede aproximarse por un modelo de crecimiento continuo del tipo {\displaystyle M(t)\approx M'e^{rt}}.
- Valores límite, la función logística generalizada dada por la ecuación (2) tiene los siguientes límites:

{\displaystyle \lim _{t\to -\infty }P(t)=a{\frac {m}{n}},\quad P(0)=a{\frac {1+m}{1+n}},\quad \lim _{t\to \infty }P(t)=a}

## Ejemplo: el desarrollo embrionario
En el desarrollo de un embrión, el óvulo fecundado comienza a dividirse y el número de células empieza a crecer: 1, 2, 4, 8, 16, 32, 64, etc. Éste es un crecimiento exponencial. Pero el feto sólo puede crecer hasta un tamaño que el útero pueda soportar; así, otros factores comienzan a disminuir el incremento del número de células, y la tasa de crecimiento disminuye. Después de un tiempo, el niño nace y continúa creciendo. Finalmente, el número de células se estabiliza y la estatura del individuo se hace constante. Se ha alcanzado la madurez, en la que el crecimiento se detiene.

## La ecuación Verhulst
El crecimiento logístico está relacionado con el crecimiento exponencial, de hecho para pequeños valores de la magnitud que presenta crecimiento logístico, el crecimiento logístico se asemeja mucho al crecimiento exponencial. Sin embargo, a partir de un cierto punto el crecimiento se ralentiza, eso hace que la curva pueda representar adecuadamente la propagación de rumores, la extensión de una innovación tecnológica o una epidemia: al principio estas se propagan rápidamente, cada "infectado" o "afectado" por la innovación es susceptible de traspasar el "contagio" a otro individuo que tenga contacto con él, pero cuando el número de "infectados" crece es más difícil encontrar una persona que previamente no haya estado en contacto con la enfermedad o innovación.
Esta típica aplicación de la ecuación logística es un modelo común del crecimiento poblacional según el cual: 
- la tasa de reproducción es proporcional a la población existente.
- la tasa de reproducción es proporcional a la cantidad de recursos disponibles.

El segundo término modela, por tanto, la competición por los recursos disponibles, que tiende a limitar el crecimiento poblacional. 
Si P representa el tamaño de la población y t representa el tiempo, este modelo queda formalizado por la ecuación diferencial:

(1){\displaystyle {\frac {dP}{dt}}=rP\left(1-{\frac {P}{K}}\right)}

donde la constante {\displaystyle r} define la tasa de crecimiento y {\displaystyle K\,} es la capacidad de persistencia. La solución general a esta ecuación es una función logística. Con una población inicial {\displaystyle P_{0}}: 

{\displaystyle P(t)={\frac {KP_{0}e^{rt}}{K+P_{0}\left(e^{rt}-1\right)}}}

donde
{\displaystyle \lim _{t\to \infty }P(t)=K.\,}

### Historia
La ecuación Verhulst fue publicada por primera vez por Pierre François Verhulst en 1838 después de haber leído el Ensayo sobre el principio de población de Thomas Malthus.
Verhulst derivó su ecuación logística para describir el crecimiento auto-limitado de una población biológica. En ocasiones, la ecuación es también llamada "ecuación Verhulst-Pearl" por su redescubrimiento en 1920. Alfred J. Lotka obtuvo de nuevo la ecuación en 1925, llamándola ley del crecimiento poblacional.

## Regresión logística
En estadística se emplean la función logística en el llamado análisis de regresión logística. Dicho análisis pretende estimar la probabilidad de un determinado evento, medible por variables categóricas y numéricas, que se sabe está correlacionado con ciertas variables cuantitativas. Por ejemplo en epidemiología y en la investigación de mecanismos lesionales es frecuente correlacionar la probabilidad de muerte o lesión con ciertos valores numéricos mediante una ecuación del tipo:

{\displaystyle \mathrm {Prob} _{L}={\frac {1}{1+e^{-(\beta _{0}+\beta _{1}x_{1,i}+\cdots +\beta _{k}x_{k,i})}}}}

Los datos empíricos constan de una lista de casos de los cuales se conocen una serie de indicadores numéricos para los cuales se examinó si presentaban lesión (o muerte), estos datos se representan usualmente como 0 (no-lesión) y 1 (lesión) y se estiman los parámetros {\displaystyle \scriptstyle \beta _{i}}. El análisis de regresión logística se enmarca en el conjunto de Modelos Lineales Generalizados (GLM) que usa como función de enlace la función logit.